# Yuri Usachev
Yuri Vladimirovich Usachev (Donetsk, 9 de outubro de 1957) é um ex-cosmonauta russo.
Condecorado como Herói da União Soviética após seu primeiro voo espacial, em 1994, ele esteve duas vezes na estação espacial Mir, em 1994 e 1996, e participou de uma missão da NASA, a STS-101 Atlantis, no ano 2000, desta vez à Estação Espacial Internacional.
Em 2001 ele foi o comandante da Expedição 2 na estação, que passou 163 dias em órbita. Em sua carreira de cosmonauta, Usachev passou mais de quinhentos dias em órbita da Terra e realizou seis caminhadas espaciais, aposentando-se em 2005.